# تحليل البدائل
تحليل البدائل (AoA) في إدارة المشاريع هو أحد أدوات وأساليب تحليل البيانات التي تستخدم في تقييم خيارات أو أساليب محددة متوفرة فعلاً، ضمن القيود المحددة للمشروع، يعتبر أحدها بديلا عن الآخر قبل التحليل، من أجل اتخاذ القرار الذي يحدد اختيار أحد هذه البدائل ليكون الأسلوب الذي سوف يستخدَم لتنفيذ أحد أعمال المشروع.

## إستخداماته في إدارة المشاريع
يمكن أن يستخدم تحليل البدائل لاتخاذ القرار في عدد من عمليات إدارة تكامل المشروع كما يأتي.

### إستخدامه في إدارة تكامل المشروع

#### المتابعة والتحكم في العمل
يمكن أن يستخدم تحليل البدائل في المتابعة والتحكم في عمل المشروع كجزء من عمليات إدارة تكامل المشروع حين يقوم المحلل خلالها بتحليل البدائل المتوفرة لاختيار الإجراءات التصحيحية أو مجموعة من الإجراءات التصحيحية والوقائية لتنفيذها عند وقوع انحراف أو تباين في نطاق المتطلبات المتفق عليه للمشروع أو المنتج، لتقليل مخاطر انحراف المشروع عن الخطة واخفاقه في تحقيق أهداف المشروع المحددة.

#### التحكم في التغيير
يمكن أن يستخدم تحليل البدائل في إجراء التحكم المتكامل في التغيير كجزء من عمليات إدارة تكامل المشروع حين يقوم المحلل خلالها بتحليل البدائل المتوفرة ضمن القيود المحددة لتقييم التغيرات المطلوبة والتقرير بقبول أو رفض أو الحاجة إلى تعديل أي منها لقبولها النهائي.

### إستخدامه في إدارة نطاق المشروع

#### خطة إدارة النطاق
يمكن أن يستخدم تحليل البدائل في وضع خطة إدارة النطاق كجزء من عمليات إدارة نطاق (scope) المشروع حين يقوم المحلل خلالها بتحليل البدائل المتوفرة ضمن القيود المحددة للتقييم بشأن جمع المتطلبات، ووضع نطاق المشروع أو المنتج، وصنع المنتج، والتحقق من النطاق وضبط نطاق.

### إستخدامه في إدارة الجدول الزمني للمشروع

#### خطة إدارة الجدول
يمكن أن يستخدم تحليل البدائل في وضع خطة إدارة الجدول الزمني كجزء من عمليات إدارة الجدول الزمني للمشروع حين يقوم المحلل خلالها بتحليل البدائل المتوفرة ضمن القيود المحددة لاتخاذ قرار بشأن
- منهجية الجدول الزمني المستخدمة أو طريقة الجمع بين أساليب مختلفة في المشروع
- مدى الحاجة إلى تفصيل الجدول الزمني وفترة دورات التخطيط المتدرج وعدد المرات التي يُعدل ويُحدث بها الجدول الزمني

#### تقدير مدد الأنشطة
يمكن أن يستخدم تحليل البدائل في تقدير مدد الأنشطة كجزء من عمليات إدارة الجدول الزمني للمشروع حين يقوم المحلل خلالها بتحليل البدائل المتوفرة لمقارنة مستويات عديدة ضمن القيود مثل إمكانيات أو مهارات الموارد (كالقرار بطلب مساعدة مبتدئ أو خبير) وأساليب ضغط الجدول الزمني (كاتخاذ قرار باستخدام التتابع السريع أو ضغط زمن المشروع) والأدوات المختلفة (مثلاً اليدوي مقابل الآلي) وقرارات الحصول على موارد المشروع مثل الصنع أو الشراء أو الإيجار. يسمح ذلك للفريق بتقدير متغيرات الموارد والتكلاليف والمدة الزمنية لتحديد ما يبدو أنه الأسلوب الأمثل لإنجاز عمل المشروع ضمن القيود المحددة.

### إستخدامه في إدارة تكلفة المشروع

#### خطة إدارة التكاليف
يمكن أن يستخدم تحليل البدائل في وضع خطة إدارة التكاليف المالية كجزء من عمليات إدارة تكلفة المشروع حين يقوم المحلل خلالها بمراجعة خيارات التمويل المتوفرة ضمن القيود المحددة مثل: التمويل الذاتي والتمويل بالأسهم أو التمويل بالدين. كما يمكن أن يشمل أيضًا اعتبار لطرق الحصول على موارد المشروع مثل الصنع أو الشراءأو الإيجار.

#### تقدير التكاليف
يمكن أن يستخدم تحليل البدائل في تقدير التكاليف المالية كجزء من عمليات إدارة تكلفة المشروع حين يقوم المحلل خلالها بتقييم الخيارات المتوفرة ضمن القيود المحددة من أجل تحديد الخيارات أو الأساليب التي سوف تُستخدَم لتنفيذ أعمال المشروع. أحد الأمثلة هو تقييم آثار التكلفة والجدول الزمني والموارد والجودة لطرق الحصول على موارد المشروع مثل الصنع أو الشراء أو الإيجار.

### إستخدامه في إدارة الجودة
يمكن أن يستخدم تحليل البدائل في إدارة الجودة كجزء من عمليات إدارة جودة المشروع حين يقوم المحلل خلالها بتحليل البدائل لتقييم خيارات ضمن القيود المحددة من أجل تحديد خيارات أو أساليب الجودة المختلفة التي تبدو أكثر ملائمة للاستخدام.

### إستخدامه في إدارة موارد المشروع

#### تقدير الموارد
يمكن أن يستخدم تحليل البدائل في تقدير موارد الأنشطة كجزء من عمليات إدارة موارد المشروع حين يقوم المحلل خلالها بتقييم الخيارات المتوفرة ضمن القيود من أجل تحديد الخيارات أو الأساليب التي ينبغي أن تُستخدَم لتنفيذ وتأدية أعمال المشروع مثل تحديد استخدام مستوى معين من إمكانيات أو مهارات الموارد (كالقرار بطلب مساعدة مبتدئ أو خبير)، وأحجام أو أنواع مختلف من الآلات والأدوات المختلفة(كالقرار باستخدام مثقاب يدوي أو آلي) وقرارات الحصول على موارد المشروع مثل الصنع أو الشراء أو الإيجار. يساعد تحليل البدائل في توفير ما يبدو أنه أفضل الحلول لأداء أنشطة المشروع ضمن القيود المحددة.

#### التحكم في الموارد
يمكن أن يستخدم تحليل البدائل في التحكم في الموارد كجزء من عمليات إدارة موارد المشروع حين يقوم المحلل خلالها بتقييم الخيارات المتوفرة ضمن القيود المحددة من أجل اختيار أفضل حل ضمن القيود المحددة لتصحيح التباينات في استعمال الموارد مثل دفع أجر إضافي للموارد البشرية عن العمل الإضافي أو إضافة عاملين إضافيين ومقارنة هذه الخيارات مع عواقب التأخر في التسليم أو التسليم على مراحل.

### إستخدامه في إدارة مخاطر المشروع

#### وضع خطة الاستجابة
يمكن أن يستخدم تحليل البدائل في وضع خطة الاستجابة للمخاطر كجزء من عمليات إدارة مخاطر المشروع حين يقوم المحلل خلالها بالمقارنة البسيطة لخصائص ومتطلبات الخيارات البديلة ضمن القيود للاستجابة للمخاطر إلى اتخاذ قرار بشأن الاستجابة التي تبدو أكثر ملاءمة ضمن القيود المحددة.

### إدارة المعنيين بالمشروع

#### متابعة مشاركة المعنيين
يمكن أن يستخدم تحليل البدائل في متابعة مشاركة المعنيين كجزء من عمليات إدارة المعنيين بالمشروع حين يقوم المحلل خلالها بتقييم الخيارات المتوفرة للاستجابة للتغيرات في النتائج المرجوة لمشاركة المعنيين.